# Капрарола
Капрарола (итал. Caprarola) — коммуна в Италии, располагается в регионе Лацио, подчиняется административному центру Витербо.
Население составляет 5388 человек (на 2004 г.), плотность населения составляет 90,43 чел./км². Занимает площадь 57,47 км². Почтовый индекс — 01032. Телефонный код — 0761.
Покровителем коммуны почитается святой Эгидий. Праздник ежегодно празднуется 1 сентября.

## Уроженцы
- Бернабеи, Эрколе – композитор.

## Фильмография
- Медичи (как Вилла Фарнезе)[1]